# チェスマン
チェスマン（Chessman、1975年6月2日 - ）は、メキシコのプロレスラー。
本名、ケビン・チトラリ・サモラ（Kevin Citlali Zamora）。メキシコ州ビジャ・ニコラス・ロメロ出身。

## 来歴
カネックに師事し、プロレスラーとなるためトレーニングを開始。
1996年7月3日、トラルネパントラ・デ・バズのアレナ・ロペス・マオオスにてM-357なるリングネームのマスクマンとしてプロレスラーデビューを果たす。
2000年、現在使用しているリングネーム、チェスマンへと変更し、マスクを取ってフェイスペイントを施すようになる。
2001年、AAA所属となり、チャーリー・マンソンがリーダーを務めるユニットである「ブラック・ファミリー」へとメンバー入りし、ブラック・ファミリーのメンバーではないが長年の交友関係があったシベルネティコと共闘。
2005年、ブラック・ファミリーから脱退し、「ラ・セクタ」へと移ってテクニコに転身。
2006年、「ヘルブラザース」を結成し、再びルードへと転身。
2010年10月1日、PPVであるヒーロー・インモータルズにて杉浦貴が保持するGHCヘビー級王座に挑戦するが敗戦した。
2011年10月9日、アビスとタッグを組んでAAA世界タッグ王座を奪取。

## 得意技
450スプラッシュ
パワーボム
スピアー

## 獲得タイトル
AAA
- AAA世界タッグ王座 : 1回

w / アビス
- AAA世界混合タッグ王座 : 1回

w / ティファニー
- メキシコナショナルタッグ王座 : 1回

w / エレクトロ・ショック
- メキシコナショナルアトミコス王座 : 3回

w / ダーク・オズ & ダーク・エスコリオ : 2回
w / サイコ・サーカス : 1回
UWA
- UWA世界ライトヘビー級王座 : 1回